# Helene Rahms

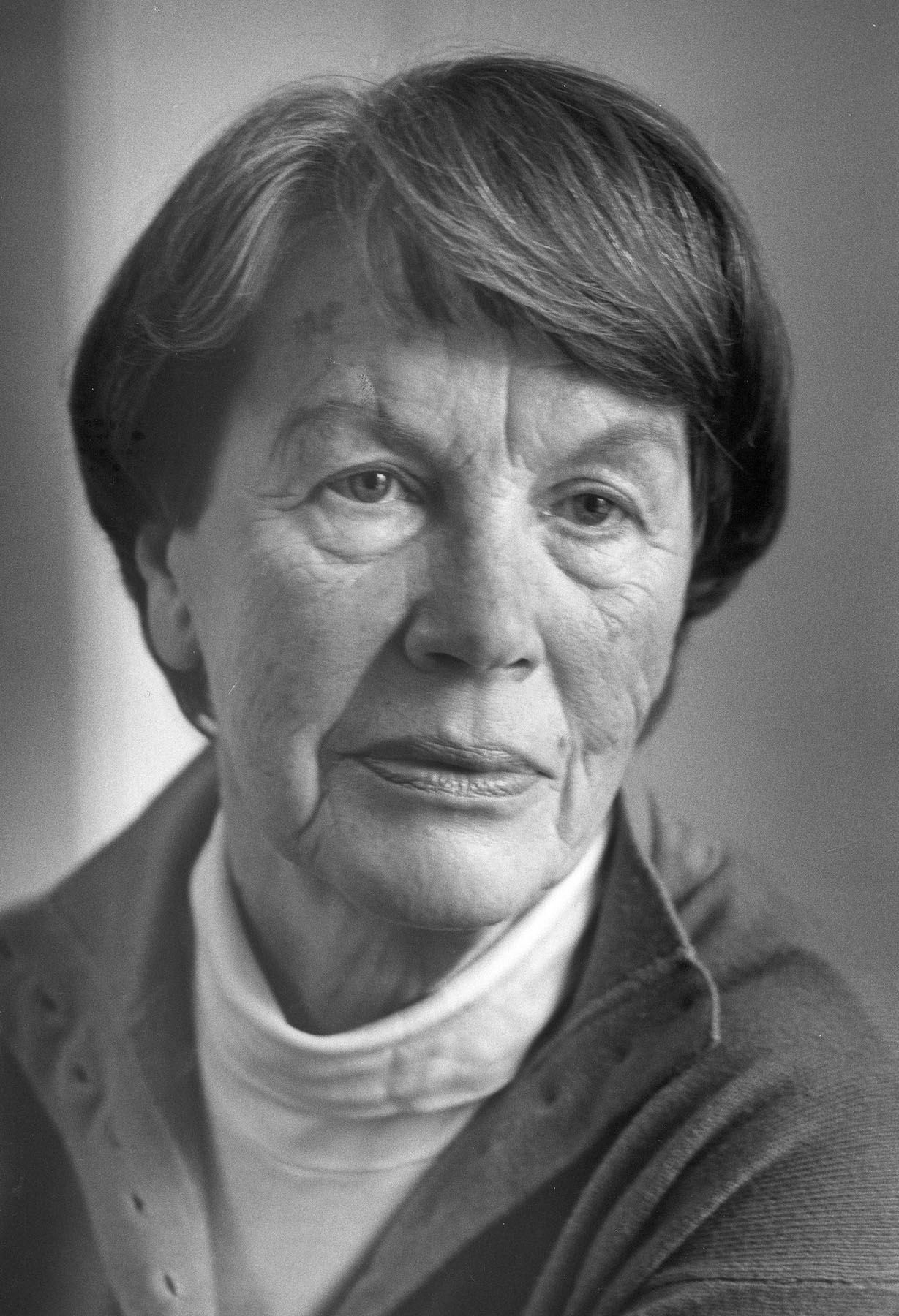
Helene Rahms (1991)

Helene Rahms (* 25. September 1918 in Köln; † 14. Januar 1999 in Oberursel) war eine deutsche Journalistin und Autorin. Ihre journalistische Laufbahn begann sie im Dritten Reich. Von 1954 bis 1978 war sie Redakteurin der Frankfurter Allgemeinen Zeitung.

## Leben

### Kindheit und Jugend
Helene Rahms wuchs als eines von zwei Kindern in Köln in einer Arbeiterfamilie auf. Ihr Vater Karl war leitender Angestellter und Sozialdemokrat, ihre Mutter Fanny eine im Internat erzogene Waise. Helene Rahms wurde im evangelischen Glauben erzogen.
Die Familie hatte zeitweise finanzielle Schwierigkeiten, wodurch das Gymnasium nicht bezahlt werden konnte und Helene Rahms die Grundschule ein Jahr länger als üblich besuchen musste. 1937 schloss sie schließlich ihr Abitur in Köln ab.
Helene Rahms wollte eigentlich Sportlerin werden. Nach dem Abitur folgte sie jedoch ihrer zweiten Leidenschaft und begann ein Studium der Kunstgeschichte, Germanistik und Zeitungswissenschaften in Halle.

### Erwachsenenalter
Helene Rahms heiratete im Alter von 26 Jahren einen Offizier namens Hans, von dem sie auch bald schwanger wurde. Im selben Jahr starb ihre Schwester an einer Blutvergiftung. Kurz vor der Geburt ihrer Tochter gab Helene Rahms ihre Tätigkeit als Journalistin auf. Während sie und das Kind bei ihrer Schwiegermutter in Norddeutschland wohnten, war ihr Mann Hans von Dresden nach Milowice bei Prag verlegt worden, wo er in sowjetische Kriegsgefangenschaft geriet.
In den ersten Nachkriegsjahren zog Helene Rahms im Alter von 28 Jahren in eine Notgemeinschaft mit ihren Eltern. Ihr Mann kam nach fünf Jahren aus der Kriegsgefangenschaft zurück und fing an, bei Aral zu arbeiten. Während ihrer Zeit bei der Frankfurter Allgemeinen Zeitung bekam Helene Rahms noch zwei Söhne.

## Journalistische Arbeit

### Journalistische Anfänge während des Dritten Reichs

#### Saale-Zeitung
Ihre journalistische Laufbahn begann Helene Rahms parallel zu ihrem Studium mit einem Volontariat bei der bürgerlichen Saale-Zeitung, ebenfalls in Halle. Dort redigierte sie hauptsächlich Provinznachrichten, verfasste aber auch schon erste eigene Zeitungsartikel.
Drei Monate nach Beginn ihres Volontariats bei der Saale-Zeitung absolvierte Helene Rahms die durch das Schriftleitergesetz vorgeschriebene und zur Weiterführung notwendige Prüfung in der Reichspressekammer in Berlin. Von den 14 Teilnehmern, die zur Prüfung antraten, schlossen nur zwei positiv ab. Helene Rahms, die einzige weibliche Kandidatin, war eine davon. Hierzu waren vor allem Kenntnisse über Adolf Hitlers Buch Mein Kampf notwendig.

#### Mitteldeutsche Nationalzeitung
Mit Beginn des Zweiten Weltkriegs wurde die Redaktion der Saale-Zeitung aus Mangel an Redakteuren aufgelöst. Helene Rahms wurde zusammen mit den verbleibenden Kollegen an die Mitteldeutsche Nationalzeitung in der damaligen Provinz Halle-Merseburg kriegsdienstverpflichtet. „Kriegsdienstverpflichtet, das hieß, hierhin und dorthin versetzt werden, wo gerade Not am Mann war.“ Im November 1941 wurde sie schließlich in eine Einmannredaktion in Querfurt für lokale Nachrichten versetzt. In dieser Zeit begann sie erste einzelne Artikel zu schreiben, die in der Wochenzeitung Das Reich veröffentlicht wurden. Später wurde sie wieder in die Hauptredaktion der Mitteldeutschen Zeitung zurückgeholt.
Zurück in der Hauptredaktion wurde sie weiter in das Journalistenleben eingeführt, beschäftigte sich viel mit Kunstkritik und durfte an ersten Dienstreisen für Artikel über Kunstausstellungen teilnehmen. Unter anderem traf sie dabei auf den Journalisten der Frankfurter Zeitung Carl Linfert, „der als Autorität unter den Kunstkritikern galt.“
Ein von Helene Rahms verfasster Artikel über die Uraufführung von Alboin und Rosamunde in Leipzig sorgte durch einen laut ihrer eigenen Aussage „deutlich erkennbaren höhnischen Unterton“ für einen strengen Verweis vom Reichspropagandaministerium für die Mitteldeutsche Zeitung und hatte ein Schreibverbot für Helene Rahms selbst zur Folge. In ihrer Autobiographie beschreibt sie weiter, dass sie kurze Zeit später ein Angebot zur Mitarbeit beim Reichssicherheitsdienst der SS erhalten habe: Sie sollte „einen doppelten Bericht, die offizielle Fassung für die Zeitung, eine zweite, kritische, bei der Sie [Helene Rahms] kein Blatt vor den Mund nehmen“, für den Reichssicherheitsdienst selbst schreiben, um die Qualität des Kulturangebots in Deutschland zu verbessern, was sie ablehnte.

#### Das Reich
Aufgrund des Angebots des Reichssicherheitsdienstes schrieb Helene Rahms ein Feuilleton über das städtische Kulturleben, das in der Wochenzeitung Das Reich veröffentlicht wurde. Daraufhin wurde die Zeitung aufmerksam auf Helene Rahms und wollte sie abwerben. Trotz ihrer Kriegsdienstverpflichtung wurde sie zu der von Joseph Goebbels gegründeten Wochenzeitung nach Berlin geholt. Dort arbeitete sie unter anderem unter den Redakteurinnen Elisabeth Noelle und Margret Boveri und lernte ihre Freundin Christa Rotzoll kennen. Zu Beginn befasste sie sich hauptsächlich mit „unverfänglichen“ Themen wie Naturbeobachtungen und Alltagsbegebenheiten, um kein weiteres Mal der herrschenden Pressezensur zum Opfer zu fallen.
1943 kam nach der Auflösung der Frankfurter Zeitung der von Rahms bewunderte Journalist Carl Linfert ebenfalls in die Redaktion der Wochenzeitung.
1944, als der Krieg sich dem Ende neigte, kam es zu einer kriegsbedingten Reduktion der Redaktion. Auch Elisabeth Noelle-Neumann, die nun geheiratet hatte, verließ die Zeitung.

### Nachkriegszeit

#### Hannoversche Zeitung
Durch Christa Rotzoll, die mittlerweile mit dem ehemaligen Kunstkritiker Carl Linfert liiert war, bekam Rahms wieder Kontakt zu Werner Oehlmann, dem Feuilletonchef bei der Hannoverschen Zeitung und ehemaligen Musikkritiker bei Das Reich. Er verschaffte ihr eine Anstellung bei der Zeitung, die jedoch kurze Zeit später bankrottging.

#### Die Welt
1947 bekam Helene Rahms eine Anstellung als Redakteurin bei der von den Engländern gegründeten Zeitung Die Welt in Hamburg. Damaliger Chefredakteur war Rudolf Küstermeier, der bald von Bernhard Menne abgelöst wurde. Weil er und Rahms unterschiedliche Ansichten über die Aufgaben der Frauenseiten hatten, wurde ihr 1949 gekündigt. Sie hatte sich seiner Ansicht nach in ihren Artikeln zu akademisch für eine Frauenseite ausgedrückt.

#### Frankfurter Allgemeine Zeitung
Während viele ihrer Kollegen zu der Zeitung Die Zeit wechselten, kam Rahms 1954 durch Karl Korn zur Frankfurter Allgemeinen Zeitung, die das Erbe der renommierten Frankfurter Zeitung antrat. Dort arbeitete sie für das Feuilleton. Danach war sie verantwortlich für die Frauenseite, was sie laut eigenen Angaben nie sein wollte. Später sorgte Rahms für die Abschaffung dieser, da Rahms sie als Gegenteil von Emanzipation betrachtete. Helene Rahms wurde auch die erste Architekturkritikerin der FAZ und wurde für ihre Arbeit sehr geschätzt. Insgesamt war Helene Rahms bis 1978 schließlich 25 Jahre lang als Redakteurin bei der Frankfurter Allgemeinen Zeitung tätig. Ihre feste Anstellung beendete sie aus Altersgründen. Bis ins hohe Alter verfasste sie dennoch vor allem archäologische Berichte für die Zeitung.

## Publikationen
Neben zahlreichen Zeitungsartikeln veröffentlichte Helene Rahms auch drei Autobiografien:
- Helene Rahms: Auf dünnem Eis: Meine Kindheit in den zwanziger Jahren. Bern/München/Wien 1992, ISBN 3-502-18606-5.
- Helene Rahms: Zwischen den Zeilen: Mein Leben als Journalistin im Dritten Reich. Bern/München/Wien 1997, ISBN 3-502-18607-3.
- Helene Rahms: Die Clique: Journalistenleben in der Nachkriegszeit. Bern/München/Wien 1999, ISBN 3-502-18608-1.

## Auszeichnungen
Für ihre Arbeit als Architekturkritikerin erhielt Helene Rahms 1979 als eine der ersten Preisträgerinnen die Silberne Halbkugel. Diese wird seit 1979 vom Deutschen Nationalkomitee für Denkmalschutz an Personen oder Personengruppen verliehen, die durch ihre Initiative einen wichtigen Beitrag zur Erhaltung und Rettung von Gebäuden, Ensembles, Altstadtkernen, Dörfern und archäologischen Denkmälern geleistet haben.